# Casa Aleix Vidal i Quadras
La casa Aleix Vidal i Quadras o edifici Miramar és un edifici de Sitges (Garraf) inclòs a l'Inventari del Patrimoni Arquitectònic de Catalunya.

## Història
Va ser projectada el 1855 pel mestre d'obres sitgetà Francesc Cros i Masó per a l'indià Aleix Vidal i Quadras (1797-1883), i forma part d'un conjunt de cases senyorials construïdes a la vila durant la segona meitat del segle xix per sitgetans que s'havien enriquit a Amèrica. El 1888, el seu fill Josep Cros i Juliana, també mestre d'obres, va projectar les cotxeres annexes.
Posteriorment va perdre la seva funció inicial d'habitatge unifamiliar per a ser utilitzada com hotel (Hotel Miramar). Recentment, el Servei de Patrimoni Arquitectònic Local de la Diputació de Barcelona va encarregar a l'arquitecte Josep Emili Hernández-Cros la restauració i condicionament necessàries per a convertir-lo en el Museu Lola Anglada.

## Descripció
Ocupa gairebé una illa i consta de planta baixa i tres pisos, amb un soterrani que compensa el pendent del carrer de la Torreta. Les façanes presenten totes elles un tractament similar, quant a distribució i tipus d'obertures, que són allindades, llevat del carrer que dona al carrer de la Davallada, que és d'arc de mig punt. Aquestes obertures emmarcades en pedra, són finestres i balcons de diferents volades, sostinguts per mènsules i amb barana de ferro. La construcció mostra un cert predomini de la verticalitat, accentuada per les cantoneres de pedra i per les bandes verticals que divideixen simètricament les façanes. El component horitzontal es redueix a la línia d'imposta que separa el segon pis del tercer i al conjunt de la cornisa i la barana del terrat que coronen l'edifici.